# Meester van de Privileges van Gent en Vlaanderen

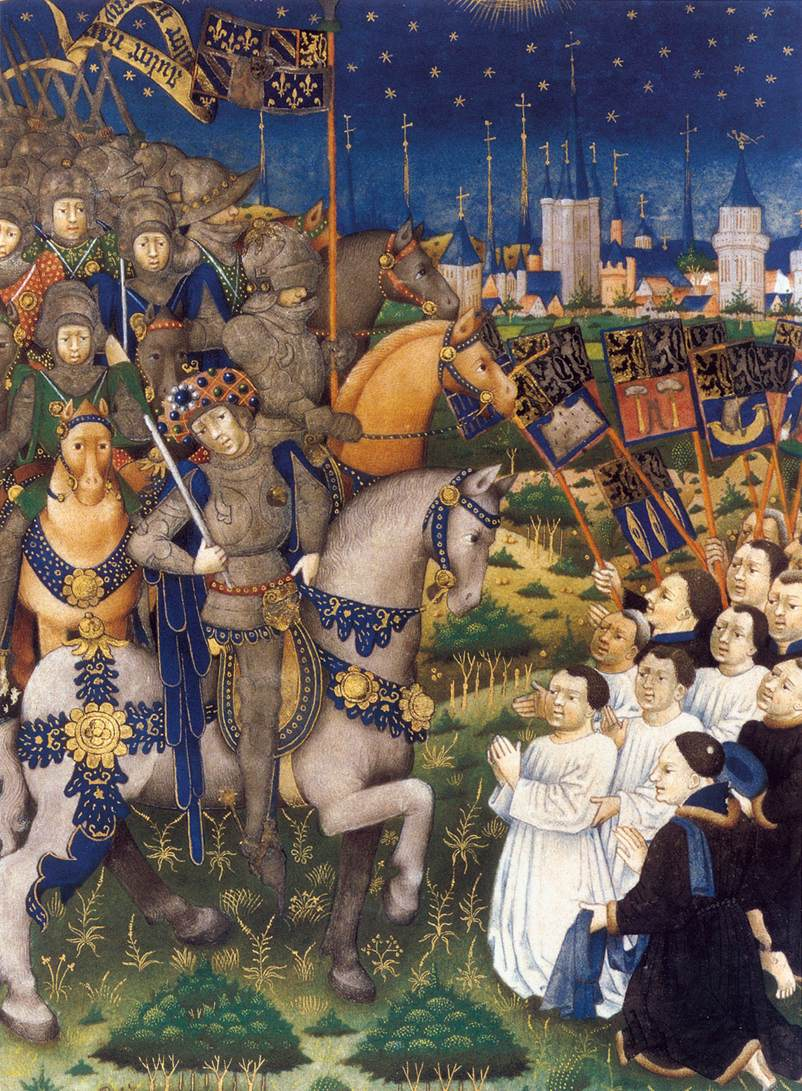
De knieval van de Gentenaars voor Filips de Goede na de slag bij Gavere in 1453. Wenen, Österreichische Nationalbibliothek, ms. 2583 f.349v.

De Meester van de Privileges van Gent en Vlaanderen is de noodnaam voor een miniaturist of groep van kunstenaars) die actief was tussen 1440 en 1460. Hij kreeg zijn naam van Friedrich Winkler naar een rijk verlucht handschrift met afschriften van de keuren en privileges van Gent en Vlaanderen tussen 1241 en 1453 dat omstreeks 1453 gemaakt werd voor Filips de Goede en zich nu bevindt in de Österreichische Nationalbibliothek in Wenen met als signatuur ms. 2583. In een periode dat de Vlaamse miniatuurkunst volop in beweging was, werkten deze meesters in een vrij archaïsche stijl.

## Kenmerken
In zijn monografie over deze meester, betoogde Gregory Clark dat men uit de werken die aan de meester werden toegeschreven kan besluiten dat ze toch dermate verschillend zijn in afwerking en kwaliteit, dat men ze moet toeschrijven aan twee ateliers die in een gelijkaardige stijl werkten, vermoedelijk in het Scheldebekken tussen Gent en Doornik. De Meester van de Privileges van Gent en Vlaanderen werkte voor burgers en edelen maar was ook betrokken bij drie codices voor Filips de Goede. Zijn miniaturen volgepropt met groepen van personen met repetitieve fysionomie doen aan de tapijtkunst van die periode denken. Niettemin had de meester blijkbaar toch een zekere aantrekkingskracht op de bibliofiel die Filips was. De meester slaagt erin om op de volbladminiaturen in zijn eponiem werk de idee van 'wereldse macht' uit te beelden wat waarschijnlijk bij Filips in de smaak viel.
Hoewel hij waarschijnlijk in Vlaanderen actief was in de tijd van een Jan van Eyck reflecteert zijn stijl nog volop de Parijse miniatuurkunst van een halve eeuw geleden. Zijn kleurgebruik is niet naturalistisch, de hemels zijn altijd blauw, zonder atmosferisch perspectief en met sterren getooid. De  bomen verworden tot gestiliseerde driehoeken. Hij gebruikt een hoge horizon en de proportie tussen figuren en gebouwen is zoek. De voorgrond van zijn miniaturen is druk bezet met vrij uniforme figuren die uniforme gezichten hebben met grote ogen en prominente oren en er is weinig of geen dieptewerking in zijn afbeeldingen.
De stijl van de meester werd voortgezet  door een aantal volgers, onder meer in het ontwerp van vier wandtapijten met het leven van Julius Caesar, nu in Bern in het Historisches Museum.
De Meester van de Privileges van Gent en Vlaanderen zette de stijl voort van de Meester van Guillebert de Mets wiens activiteit stopte in de periode dat de privilege-meester zijn eerste producties maakte.

## Identificatie
Dominique Vanwijnsberghe suggereerde in een studie van 2002, dat deze meester zou kunnen vereenzelvigd worden met  Jean Ramon le jeune, de zoon van Johannes Ramon, een verluchter afkomstig van Gent die  in 1432 meester werd in Doornik maar van wie ook activiteit traceerbaar is in Gent vanaf 1418 en in 1436. Johannes Ramon of Jean Ramon l'aisné zou dan een van de Meesters van Guillebert de Mets zijn geweest en zijn zoon zou te identificeren zijn als Jean Ramon le jeune.

## Werken
In totaal waren aan de meester in 2011 tweeëntwintig werken toegeschreven, veertien getijdenboeken, een missaal, en zes seculiere teksten. Hierbij een selectie uit de lijst van werken:
- Het tweede volume van een Cité de Dieu vertaald door Raoul de Presles voor Jean Chevrot, ca. 1445, Brussel, Koninklijke Bibliotheek van België, Ms.9016
- Keuren en Privileges van Gent en Vlaanderen gemaakt voor Filips de Goede, ca. 1453, Wenen, Österreichische Nationalbibliothek, ms. 2583
- De regimine principum van Aegidius Romanus, Franse vertaling voor Filips de Goede van Jean Wauquelin, 1450-1452, Brussel, Koninklijke Bibliotheek van België, Ms.9043
- Facta et dicta memorabilia van Valerius Maximus, Franse vertaling van Simon de Hesdin voor Filips de Goede, 1450-1467, Parijs, Bibliothèque nationale de France, Ms,  fr. 6185
- Getijdenboek met gebruik voor Rome, 1440-1450, New York, Pierpont Morgan Library, M.82[6]